# John Cardy
John Cardy (19 marzo 1947) è un fisico britannico.
È noto principalmente per i suoi contributi alla meccanica statistica e alla fisica della materia condensata, in particolare nel campo dei fenomeni critici e delle teorie di campo conforme in due dimensioni. Si segnala in particolare la formula di Cardy in teoria di campo conforme, applicata anche alla teoria della percolazione, estesa da Erik Verlinde all'entropia di un buco nero. È noto anche per aver scritto diversi libri di testo e articoli di review su tali argomenti.
Studiò all'Università di Cambridge, ottenendo il PhD nel 1971, ed entrò a far parte dello staff dell'Università della California, Santa Barbara nel 1977. Nel 1993 passò all'Università di Oxford, di cui dal 2014 è professore emerito, oltre ad essere visiting professor presso l'Università della California - Berkeley.

## Premi e riconoscimenti
John Cardy ha ricevuto numerosi premi e riconoscimenti per le sue ricerche:
- Fellow of the Royal Society dal 1991;[11]
- Premio Dirac dell'IoP nel 2000;[12]
- Premio Onsager dell'APS nel 2004;[13]
- Medaglia Boltzmann nel 2010;[14]
- Medaglia Dirac dell'ICTP nel 2011;[15]
- Breakthrough Prize in fisica fondamentale 2024.[16]